# Ceyhun Yazar
Ceyhun Yazar (* 16. Mai 1992 in Zonguldak) ist ein türkischer Fußballspieler.

## Karriere
Yazar begann mit dem Vereinsfußball in der Jugend von Karadonspor, wechselte 2006 in die Jugend von Zonguldakspor und zwei Jahre später in die Jugend von Galatasaray Istanbul. 2010 verließ er auch diesen Verein und heuerte in der Jugend von Karabükspor an.
Im Frühjahr 2012 erhielt er auf Direktive vom Cheftrainer Bülent Korkmaz einen Profivertrag, spielte aber weiter für die Reservemannschaft. Am Ende der regulären Spielzeit nahm er mit den Profis am Spor Toto Pokal teil und absolvierte hier fünf Spiele. In der Rückrunde der Saison 2012/13 wurde er an den Drittligisten Polatlı Bugsaşspor ausgeliehen. Ohne eine Pflichtpartie für diesen Verein absolviert zu haben, kehrte er im Sommer 2013 zu Karabükspor zurück und wurde für die neue Saison an den Viertligisten Yeni Diyarbakırspor ausgeliehen.
Nachdem Yazar die Hinrunde der Saison 2014/15 bei Darıca Gençlerbirliği als Leihspieler verbracht hatte, wurde er die Rückrunde der gleichen Saison an Gaziosmanpaşaspor ausgeliehen.